# Epilobium brevifolium
Epilobium brevifolium là một loài thực vật có hoa trong họ Anh thảo chiều. Loài này được D.Don mô tả khoa học đầu tiên năm 1825.